# Мйончин-Малий
Мйончин-Малий (пол. Miączyn Mały) — село в Польщі, у гміні Шренськ Млавського повіту Мазовецького воєводства.
Населення — 145 осіб (2011).
У 1975-1998 роках село належало до Цехановського воєводства.

## Демографія
Демографічна структура станом на 31 березня 2011 року:
|          | Загалом | Допрацездатний вік | Працездатний вік | Постпрацездатний вік |
| -------- | ------- | ------------------ | ---------------- | -------------------- |
| Чоловіки | 72      | 23                 | 43               | 6                    |
| Жінки    | 73      | 13                 | 36               | 24                   |
| Разом    | 145     | 36                 | 79               | 30                   |